# Groß & Partner Grundstücksentwicklungsgesellschaft
Die Groß & Partner Grundstücksentwicklungsgesellschaft (meist Groß & Partner) ist ein deutscher Konzern mit Sitz in Frankfurt am Main. Sie ist in der Immobilienwirtschaft tätig, insbesondere in der Projektentwicklung, aber auch in der Bauausführung.

## Geschichte
Das Unternehmen wurde 1992 in Berlin gegründet und zog im Folgejahr nach Frankfurt am Main um. 2016 wurde das auf Bauausführung spezialisierte Tochterunternehmen GP Con gegründet, 2019 GP Log, 2021 die GP Tec, sowie 2023 die GP Sales. Im Jahr 2020 begab das Unternehmen erstmals eine Unternehmensanleihe, ISIN ISIN DE000A254N04, mit einer Tranche in Höhe von 50 Millionen Euro. 2020 hatte der Konzern eine Umsatz von 199 Millionen Euro bei 249 Mitarbeitern.

## Geschäftsfelder
Wichtigstes Geschäftsfeld von Groß & Partner ist die Immobilienprojektentwicklung. Der Schwerpunkt liegt dabei auf großformatigen Gewerbeobjekten, häufig Büro-Hochhäuser. Aber auch Wohn-, Hotel- und Einzelhandelsimmobilien sowie Objekte mit gemischter Nutzung gehören zu den realisierten Projekten. Groß & Partner ist insbesondere in deutschen Großstädten tätig, mit einem Schwerpunkt am Unternehmenssitz Frankfurt. Groß & Partner arbeitet dabei mit Generalunternehmern zusammen, organisiert die Projektabwicklung aber bis hin zur Einzelvergabe selbst oder erbringt Bauleistungen innerhalb des Konzerns durch Tochterfirmen. Nach eigenen Angaben hat das Unternehmen 1,8 Millionen Quadratmeter Fläche bebaut und 99 Projekte realisiert (Stand 2023).
Das Tochterunternehmen GP Con ist auf die Bauausführung spezialisiert. Dazu zählen die technische Planung, die Ausschreibung, die Begleitung der Vergabe einzelner Gewerke an Subunternehmen. Das Tochterunternehmen verfügt aber auch über eigene Kapazitäten zur Abwicklung von Rohbauarbeiten. Ein wesentliches Arbeitsfeld ist die Erstellung von Rechenzentren, insbesondere in der Region Rhein-Main.
Das Tochterunternehmen GP Log ist auf dem Gebiet der Baustellenlogistik tätig. Das umfasst Logistikplanung, die Bereitstellung von Baustrom, Wasser, Sanitäranlagen sowie Hub- und Transporttechnik, die Zugangssicherung, Reinigung und Entsorgung.
Das 85-prozentige Tochterunternehmen GP Tec ist auf dem Feld der Planung von technischer Gebäudeausstattung tätig. Sie entstand im Juni 2021 durch die Übernahme des Unternehmens HEK Haustechnik.
Am 1. März 2023 gab Groß & Partner die Gründung einer weiteren Tochtergesellschaft bekannt: Mit GP Sales übernimmt das Unternehmen den Vertrieb von Eigentumswohnungen erstmals selbst, der zuvor durch externe Makler abgewickelt wurde. Zunächst konzentriert sich GP Sales auf den Vertrieb der Eigentumswohnungen im Hochhaus T3 des Frankfurter Ensembles Four.
Alle Tochterunternehmen werden sowohl bei Projekten des Konzerns tätig als auch in der Rolle von Dienstleistern für andere Bauherren.

## Bedeutende Projektentwicklungen (Auswahl)
Nachfolgend einige bedeutende Projektentwicklungen des Unternehmens:
- Westhafen-Pier, erbaut 2002–2004, Frankfurt am Main[16]
- Eschborn Plaza, erbaut 2003–2005, Eschborn[17]
- Beteiligung an der Eigentümergesellschaft und Entwicklung mehrerer Gebäude im Gewerbequartier Gateway Gardens, seit 2005[18]
- Nordteil des Überseequartiers, erbaut 2006–2016, Hamburg-HafenCity[19]
- The Cube der Deutschen Börse gemeinsam mit Lang & Cie., erbaut 2008–2011, Eschborn[20]
- Alpha Rotex, erbaut 2011–2013, Frankfurt am Main[21]
- abschnitts- und zeitweise das Senckenberg-Quartier, erbaut 2016–2021, Frankfurt am Main[22]
- Hochhausprojekt The Spin, Bau seit 2018, Frankfurt am Main[23]
- Gebäude der DFB-Akademie, erbaut 2019–2022, Frankfurt am Main
- Hochhausensemble Four,[24][25] Entwicklung seit 2018, Bau seit 2021, Frankfurt am Main

## Eigentümerstruktur
Ausweislich des Konzernabschlusses zum Geschäftsjahr vom 1. Januar 2021 bis zum 31. Dezember 2021 war zum Stichtag 31. Dezember 2021 die Jürgen Groß Beteiligungsverwaltung GmbH mit einem Anteil von 63,75 Prozent Mehrheitsgesellschafterin des Konzerns. Weitere Gesellschafter waren die Mitglieder der Geschäftsführung, wobei Peter Matteo und Nikolaus Bieber über jeweils 10,63 Prozent verfügten und die übrigen Geschäftsführer über jeweils 5 Prozent.